# 幻想水滸伝 紡がれし百年の時
『幻想水滸伝 紡がれし百年の時』（げんそうすいこでん つむがれしひゃくねんのとき）は、コナミより2012年2月9日に発売されたPlayStation Portable用コンピュータRPG作品である。キャッチコピーは「求めるのは、秩序か、自由か。」。
『幻想水滸伝シリーズ』では、前作『幻想水滸伝ティアクライス』以来3年2ヶ月振りの完全新作である。前作と同様に旧シリーズの世界観とは異なる。

## あらすじ
100年周期でテラスファルマと呼ばれる怪物が現れ、全てを食らい尽くして増殖していく。テラスファルマに対抗するために建国されたアイオニア聖皇国は、テラスファルマ対策を名目に周辺地域へ重い負担と従属を強いていた。
今年は聖皇暦300年、テラスファルマの現れる年である。既にアイオニアから独立していた周辺地域は、アイオニアの力を頼らずに自分たちで土地を守るべく準備を整えていた。
テルベの里の若者、主人公、ミュラ、ジーノの3人も日々修行に明け暮れていたが、その最中テラスファルマの尖兵と接触する。成すすべなく里の近くの砦の遺跡に逃げ込んだ主人公たちは、謎の少年ゼフォンと出会い、100年前へと飛ばされる…。

## 世界観
前述のとおり、前作と同様に旧シリーズの世界観とは異なる。百万世界という用語自体は前作と共通しているが、その捉え方は前作の「複数の平行して存在する別世界」と異なり、今作では「過去に干渉することで生まれる複数の可能性」となっている。
現代の人々には知識として伝えられていないが、300年前に2つの大陸を支配する大帝国があり、大帝国と戦う100人ほどの宿星と呼ばれる人々がいた。帝国は圧倒的な力を持つ宿星を研究した結果、その根源は真の時代樹にあると突き止めた。帝国も真の時代樹の力を利用しようと研究したが、注ぎ込んだ力が無限に増殖し、テラスファルマが誕生したとされる。テラスファルマに世界が滅ぼされていく中、賢者たちが生き残った人々を守るために結界を張ったというのが世界の真実である。結界を維持するため、100年に一度弱まる結界から進入するテラスファルマに対抗するためにアイオニア聖皇国が建国された。

### 用語
テラスファルマ
100年周期で現れる怪物の総称。前述のとおり300年前の事件で生まれた存在で、100年周期で結界が弱まった際に侵入していたのが真実。ゾーエの塔に残された資料によると聖皇暦250年には減少傾向にあり、聖皇暦298年においても残存が確認されていたとされる。しかし、主人公らが時代樹を繰り返し利用したことで真の時代樹が活性化して消滅時期が早まり、主人公らが森羅宮に突入する頃には聖皇暦170年には既に絶滅したと改変されていた。減少傾向にあることが確認されたことで、テラスファルマを利用して世界の秩序維持を図るアイオニア聖皇国によって養殖されるようになる（後述）。
時代樹
力を持つ者が触れることで100年前へと飛ぶことができる樹。苗木を植えると間もなく成木となり、その時と100年後を繋ぐ。樹を中心に一定の範囲内までしか力が及ばないので、遠く離れすぎると現代へ戻されてしまう。100年前と200年前の同じ場所に樹が植えられれば、200年前に行くことも可能。なお、過去の人・物を未来へ運ぶことは不可能である。
真の時代樹
無数に広がる百万世界を枝に例えたもの。通常の時代樹を利用することで、世界が枝分かれしていく様を表現している。
聖皇暦
アイオニア聖皇国建国年を元年とする暦。同時に世界が現在の範囲で閉ざされてからの期間を示している。

### 国家・勢力

#### 主人公軍
テルベの里近くの「湖の砦」を本拠地とする。元々は100年前の英雄トルワドがテラスファルマ迎撃の拠点として使用した砦であり、現代でもトルワドと同じテルベの里の若者たちが中心となって仲間が集まった。軍団名や砦の名前はゲーム中でプレイヤーが任意で名づけることとなる。

#### アイオニア聖皇国
300年前（聖皇暦元年）にテラスファルマ迎撃を名目に建国された国家で、代々聖皇レネフェリアスが治めており当代は13世。首都は皇都タクシスで、中枢の宮殿は森羅宮（しんらきゅう）と呼ばれる。聖皇国を支える家柄として宰相を務めるルガム家、聖皇直属の近衛部隊である光葉騎士団長を務めるザフィール家、弓の名家として知られるリウイス家、名門貴族のランツェス家などが存在する。
軍隊は「枝団」と呼ばれる4つの部隊に分かれており、総帥のダムディンが率いる第1枝団は水上の移動要塞であるトルギアの浮城を管理する。クイネリア・リウイス率いる第2枝団はアクテリスを本拠とし、首都南西部の防衛を担う。ディロム・ランツェス率いる第3枝団は北部を担当、第4枝団は東部を担当するが、部隊の詳細は不明。
内政においては、宰相を務めるルガムの指揮下に官僚集団「岩の根」があり、この集団を支える諜報・謀略集団として「地蟲」という集団が存在している。
テラスファルマ迎撃のためなら手段を選ばず、その独善的ともいえる姿勢は周辺地域からは忌み嫌われている。元々はテラスファルマと結界の事実を周知して結束を訴えていたが、周辺地域の独立を機にその事実を隠蔽。古い知識の記された書物を回収しており、そのための強硬手段で村が滅びるなどの事件もおきている。
前述のとおり人々をテラスファルマという脅威から守ることを存在意義として建国されたが、徐々にその姿勢はテラスファルマを名目として世界の秩序を守ることへに固執するようになる。真の時代樹の活性化によってテラスファルマが消滅するようになるとテラスファルマを養殖し、そのテラスファルマを自ら放って討伐する自作自演で秩序維持を図るようになる。
テラスファルマの養殖は各時代を通じて叡智の館と呼ばれる研究施設で行われているが、聖皇国内でも限られた人物しかその事実を知らされていない。聖皇暦280年ごろには施設から逃げ出したテラスファルマが近隣のマルティリオンを襲撃する事件が発生しているが、時期外れのテラスファルマの襲来により機密漏洩を恐れた聖皇国によって、テラスファルマもろともマルティリオンを焼き払って隠蔽が図られた。

#### 赤キ斧
打倒アイオニア聖皇国を御旗に掲げたテロリスト集団。聖皇暦280年のマルティリオンの事件が発足のきっかけであり、「悪の枢軸」である「アイオニアという悪の根」を断つことを掲げている。

### 種族・民族
クタン人
手先が器用で職人などに多い民族。職人系の技術に誇りを持っているゆえに他の技術習得には否定的である。元々は結界の外側に集落があったために、当時遠征していた人々のみが生き残っている。なお、比較的短命で、実年齢に比べて外見が幼い傾向がある。姓で「ジン」を名乗るものが多いが、時代を経るごとにその意識は薄れていき、現代では単に名前の一部となっている。
ユガ人
忍術や呪術などを伝えている民族。クタン人同様に結界の外側に集落があった。独自の技術である忍術と呪術を後世に残そうと考える一派と、時代の流れに従って失われるべきと考える一派が存在する。忍術はケルシウスがアイオニア流にアレンジして現代に伝えられ、呪術はフェザートライブを中心とした一部のみで伝承されている。
フェザートライブ
小柄で鳥のような姿をした種族。臆病な性格で、争いを避ける傾向がある。
スケイルホード
大柄でトカゲのような姿をした種族。男女問わず力が強く、力任せの戦闘を得意とする。テラスファルマに対抗するために、魔術で生み出された種族とされる。
リファイアント
300年前の戦いで生み出された、魔術で強化された人々。魔術を使うことで命を縮めるとされる。

## システム
シリーズでは初めてシンボルエンカウントが採用されている。また、「すばやさ」の値に応じたウェイト時間で行動（コマンド入力）が回ってくるシステムに変わっている。

### 職業と技
主人公は「剣士」、ミュラは「魔術師」、ジーノは「魔石職人」といった具合に職業が与えられている。同じ職業のキャラクター同士は技を教えあうことができ、過去の人物から技を学ぶことも可能。非戦闘員はイベントで技を伝承されるが、戦闘員は「連携」（後述）が必要。
なお、現代の仲間には最初から使える「メイン職業」のほかに、条件を満たすと使える「サブ職業」も存在する。

### 連携
キャラクター同士を戦闘中に連続して行動させる。連携設定したメンバーで同じターゲットに連続攻撃を仕掛けると、ダメージがアップするなどの効果が得られる。
特定の組み合わせで連携設定をしておくと戦闘中の能力アップなどの効果が得られる他、同じ職業で連携すると習得していない技を学習できる。

## 登場人物

### 現代

#### 主人公軍（宿星）
主人公
声 - 神谷浩史、沢城みゆき（5歳）
テルベの里の剣士。亡き母シグニイから蒼閃流剣術を学んでおり、技術は未熟ながらしっかりした基礎が身についている。
ゼフォンの案内で、ミュラと共に100年前の世界に行き、トルワドの技を受け継ぐ。
ミュラ
声 - 井上麻里奈
テルベの里の魔術師で、主人公の幼馴染。ジーノの姉。性格は面倒くさがりでいい加減だが、弟想いの一面を持つ。
ジーノ
声 - 福山潤
テルベの里の魔石職人。ミュラの弟。幼いころに拳法を習ったが身に付かず、姉の手助けをするために魔石作りを学んだ。
ルルサ
声 - 牛田裕子
テルベの里の料理人。肉食は体に悪いという信念から野菜料理ばかり好み、肉料理を求めるジーノとは時折口げんかとなる。情が深くお節介焼きで、里の母親的な扱いを受けている。
イリア・バルカイ
声 - 能登麻美子
テルベの里の薬使い。マルティリオンの出身だが両親とは20年前の事件で死別しており、シュラート町長のアーロンに引き取られテルベの里で修行をしている。10歳のころから里にいるため、主人公やミュラの姉的な存在である。
デューカス
声 - 小西克幸
アイオニア聖皇国軍第4枝団先遣隊の隊長で槍使い。テルベの里を従属させるために派遣された隊長で、皇都タクシスへの道案内にも派遣されたが、赤キ斧の蜂起で第4枝団自体が壊滅的被害を受け、そのまま主人公軍へ協力している。一見いい加減な性格に見えるが、判断力に優れ面倒見も良いため人望は厚い。
ゼフォン
声 - 梶裕貴
魔術師。主人公が湖の砦で出会った謎の少年。服装や眼の色などレーテやレネフェリアスと通じるものがあるが、一切の素性が不明。
ニド
声 - 田尻浩章
シュラートの調剤師。イリアに片想いしているが、イリアは全くそれに気づいていない。
メアメイ
声 - 金元寿子
フェザートライブの音楽家。フェザートライブとしてはかなり友好的な性格で、1人集落を離れてノデリと仲良くなるほどである。
ボールドン
声 - 秋元羊介
オロスク村の村長で拳法家。考えるより先に動くタイプで、拳法の腕前は誰もが認めるほど。テルベの里の頭領ハガルは拳法の師匠。
ノデリ
声 - 高橋英則
オロスク村の刀鍛冶職人。村が赤キ斧に占領されたときに手伝いを強要されるが、隙を見て交流のあったメアメイの下に逃げ出した。
ビョルン
声 - 菊本平
オロスク村の料理人。肉料理を得意とする。ルルサとはシュラートの有名料理店でともに修行した同僚だが、野菜を好むルルサとは口論が絶えなかった。
ユディエラ
声 - 神田みか
オロスク村の鎧細工職人で、老齢の女性。
リュセリ
声 - 桑島法子
ヒオニ村の弓使い（狩人）。100年前に村を滅ぼしたアイオニア聖皇国を嫌い、対立する赤キ斧を追う主人公らへの情報提供を拒むが、主人公らと100年前の世界でヘイドレクを助けて村を救ったことで態度を一変する。
ナジン
声 - 坂東孝一
フェアピークの指輪職人。クタン人の血を引く。
ウッツェ
声 - うえだゆうじ
呪石職人。元々詐欺師であり、口が上手い。
レギウス
声 - 速水奨
主人公軍の参謀を務める忍者。世界の真実を知りたいと考え、主人公の力になることを申し出た。その一心から、以前はアイオニア聖皇国の地蟲にも属していた。
オゥヤー
声 - 桑島法子
フェザートライブの弓矢職人。自分の羽を使って矢を作るなど、矢作りを天職と考え熱中している。
ブートゥルーガ
声 - 宮原弘和
フェザートライブの呪術師。グワイニーの弟。
シャルフ
声 - 金谷ヒデユキ
フェアピークの料理人。第3枝団進駐により専属料理人として従軍を命ぜられたが、団長のディロムの傲慢さが受け入れられず逃げ出した。
ツェレンドラム
声 - 足立由夏
スケイルホードの剣士。主人公の母シグニイとはともに剣の修行をした仲である。
モーディ
声 - 松本忍
ホドス村の薬使い。ワフディの孫で、村の中心的人物である。「モーディさん」と呼ばれて「モーじいさん」と聞き違えるのは常套文句である。
カドモス
声 - 宮崎寛務
アクテリスの刀鍛冶職人。第3枝団に後方支援要員として徴用され、マルティリオン駐屯地に店を出していた。
エルミオーネ
声 - 皆川純子
アイオニア聖皇国軍第3枝団所属の槍使い。赤キ斧によって第3枝団を壊滅されたことにより、赤キ斧への復讐心から主人公軍に加入している。
フォルネ
声 - 安田奈緒子
フェアピークの魔石職人。100年前の魔石商人の子孫で、魔石への興味から魔石生成術を学んだ。そのため本人は学者であり、魔石職人とは思っていない。
スニル
声 - 大原さやか
バヤン・オアシスの調剤師。エフィル、リスティルの姉。ドジで方向音痴ながら、薬作りは定評がある。ケティルの子孫にあたる。
ゴンボスレン
声 - 佐々木啓夫
スケイルホードの鎧細工職人。細かい細工を好み、人間の鎧いじりを楽しんでいる。
ギジェリガー
声 - 島﨑信長
フェザートライブの忍者。レギウスの部下で、技術はレギウスを凌ぐほどである。
エフィル
声 - 赤﨑千夏
バヤン・オアシスの弓矢職人。スニルの妹で、リスティルの姉。外見は派手で、テンション高めでノリは軽い。しかし作る矢は精度が高く、一時期第2枝団長クイネリアから名指しで注文も受けていた。
ラスカリス・リウイス
声 - うえだゆうじ
アイオニア聖皇国第2枝団所属の弓使いで、第2枝団長クイネリアの息子。弓の名家リウイス家の出身で、第2枝団では団長の次に弓が上手いらしい。
リスティル
声 - 佐々木愛
アクテリスの指輪職人。スニル、エフィルは歳の離れた姉。バヤン・オアシス出身だが、12歳のときにアクテリスで修行を始めた。
ザヴィド
声 - 櫻井孝宏
元々は赤キ斧に所属していた呪術師。アイオニア聖皇国に強い憎しみを抱き、自分たちと敵対する（＝アイオニアに協力する）主人公らを激しく敵視していた。しかし、赤キ斧を蜂起させること自体がアイオニアの狙いであったことが発覚した後、赤キ斧の実質的崩壊を機に主人公軍への参加を決めている。
ジャグワン
声 - 立木文彦
スケイルホードの拳法家。スケイルホードで構成された集団のリーダー格で、聖皇国軍総帥のダムディンは妹婿であり互いに力を認め合った仲であった。
ヌミストロ
声 - 坂巻学
アクテリスで店を開く料理人。
ヤンセン
声 - 藤原啓治
ナヴァレの音楽家。船が後世に残ったことで、船を託されている。
グワイニー
声 - 赤羽根健治
フェザートライブの呪石職人。ブートゥルーガの兄で、フェザートライブの族長。

#### アイオニア聖皇国
レネフェリアス13世
声 - 杉田智和
現在のアイオニア聖皇国聖皇。慈悲深いと民から慕われており、テラスファルマと戦った主人公らを皇宮へ招いて早急に対策を講じた。300年前世界に結界を張るとともに、聖都にある最初の時代樹と結界を見守るために、自らの体を不老に作り変えている。当代「13世」となっているのは、不死であることを悟られないようにするためである。
マキア・ザフィール
声 - 沢城みゆき
アイオニア聖皇直属の近衛部隊・光葉騎士団長。主人公と同じ蒼閃流剣術の達人で、蒼閃流を作ったマクシモス・ザフィールの子孫。
ルガト・ルガム
声 - 大塚周夫
アイオニア聖皇国の宰相で、行政部門を総括する聖皇国の頭脳。研究部門の責任者も兼ねる。
ダムディン
声 - 田尻浩章
アイオニア聖皇国軍の総帥で、第1枝団長。スケイルホード。
クイネリア・リウイス
声 - 牛田裕子
アイオニア聖皇国軍第2枝団長。名家リウイス家の出身で弓の名手、かつ冷静な判断力と行動力から指揮官としても優秀。
ディロム・ランツェス
声 - 木島隆一
アイオニア聖皇国軍第3枝団長。名門貴族の家柄で用兵に長けるが、貴族気質で庶民を見下しており人望は薄い。
ネオス
声 - 赤羽根健治
ルガトと行動を共にしている男で、仮面を着けている。
バザルト・ルガム
声 - 宮坂俊蔵
200年前、レネフェリアス4世政権下の宰相。

#### 赤キ斧
アーロン・バルカイ
声 - 若本規夫
シュラート町長で、マルティリオンの事件の後、孤児となったイリアを引き取るなど人格者として知られている。しかし、それは表の顔であり心の奥では妻と子を奪ったアイオニア聖皇国を憎み、赤キ斧の立ち上げを画策していた。
ロシェル・コレック
声 - 久川綾
アーロンの参謀で、赤キ斧の幹部。しかし、実際は地蟲の手先であった。
ゾシオム
声 - 中尾隆聖
赤キ斧の幹部で、魔術部門を担当している。数十年前に聖皇国に家族を殺されている。

#### その他
ハガル・ビャルキ
声 - 高橋英則
テルベの里の頭領。戦闘の腕前は優れていると思われるが、誰も戦っているところは見たことがないらしい。内政・外交術も巧みで、里の民の信望も厚い。
シグニイ・アルブレク
声 - 神田みか
主人公の母親で、蒼閃流の剣士。3年前のマルティリオンの騒動の中で命を落とした。

### 100年前
テラスファルマ迎撃戦ではアイオニア本国とは別に、トルワドを中心とした北東部の湖の砦、ベルニケを中心とした西部のディオス砦が中心となった。

#### ア行
イーリン
声 - 大原さやか
フェザートライブの呪石職人。初めて呪石作りを学んだフェザートライブである。ワーンは夫。
インゴルフ
声 - 高橋英則
シュラートの魔石職人。ロルフの叔父で、迎撃戦において息子を失ったことで自ら湖の砦で後方支援にあたった。戦後は燃え尽きたように放浪生活を送っている。
ウォーグ
声 - 神島正和
槍使い。ディオス砦で活躍した戦士の代表格。ユーグの子孫にあたる。
オルマール
フェアピークの指輪職人。テラスファルマの襲撃で妻と子を失い、戦後はシダスの森でフェザートライブとともに暮らしていた。

#### カ行
カウリヤ
呪術師。恐らく最後の純粋なユガ人ではないかとされている。テラスファルマを撃退した後、地下に潜り呪術を記した石板を残した。
クーカブラ
フェザートライブの音楽家。テラスファルマとの戦いの後に音楽の題材を求めて氷結洞を訪れ、落盤によって命を落とした。
ケルシウス
忍者。ユガ人特有であった忍術を、アイオニア人でも習得できるものにアレンジした人物である。
ゲレル
声 - 山崎健太郎
トルワドの仲間で料理人。格闘家のような体格ながら、野菜料理を好む。血を見るのも苦手。
ゴーセ
料理人。出自は農夫だが、その野菜を使っておいしい料理を作ると噂されディオス砦で料理番となった。

#### サ行
ソラブ
声 - 佐々木啓夫
マルティリオンの音楽家。100年前の迎撃戦はディオス砦で参戦した。従妹のベルタに連れられて参戦したが、戦後は戦いの凄惨さから作曲意欲を失っている。

#### タ行
ダグズマ
声 - 小田柿悠太
スケイルホードの鎧細工職人。迎撃戦ではディオス砦でウォーグらを支援した。
チクラ
声 - 神島正和
ユガ人の血を引く呪石職人。技術を後世に残すべく、フェザートライブに呪石作りを教えた。100年前の迎撃戦にはカウリヤと組んで参戦した。
チャムジン
声 - 斉藤佑圭
クタン人の血を引く調剤師。先祖のシウ・ジンに憧れて調剤術を学んだ。ツオムジンの娘で、毒に魅了されている父を軽蔑している。
ツオムジン
声 - 坂巻学
クタン人の血を引く弓矢職人。武器に毒を仕込む技術に魅了されている。シウ・ジンの子孫で、チャムジンの父。
トルマルキオ
スケイルホードの鎧細工職人。皇都タクシス出身で、迎撃戦ではディオス砦でウォーグらを支援した。
トルワド・アルブレク
声 - 小野大輔
テルベの里の剣士で、英雄として現代に伝えられている。主人公の先祖で蒼閃流の剣士。100年前のテラスファルマ迎撃において東部地区で戦果を上げた人物で、湖の砦を拠点としていた。

#### ナ行
ニマ
声 - 赤﨑千夏
マザリカに仕える料理人。
ネルヴァン
声 - 宮崎寛務
魔石職人。学者であり知的好奇心の塊のような性格。魔石職人業は、調査行動のカモフラージュのために学んだ。

#### ハ行
バダムハタン
声 - 稲田徹
スケイルホードの槍使い。100年前の迎撃戦では湖の砦で参戦した。戦後は鍛冶屋に転向したという。
ビーアーガ
声 - 小田柿悠太
フェザートライブの弓使い。弓の腕前は広く知られるが、テラスファルマといえど無益な殺生を悔い、戦後はヒオニ山西部で隠棲している。
ヘイドレク
声 - 関根信昭
ヒオニ村の拳法家。100年前の迎撃戦ではディオス砦と湖の砦の両方で活躍したと伝えられる。戦後のアイオニア兵によるヒオニ村襲撃で死亡するはずであったが、主人公やリュセリの介入により存命することとなる。
ベルタ
声 - 原島梢
拳法家。ソラブは従兄。
ベレニケ・ノビリオス
声 - 神田みか
皇都タクシス出身の魔術師。アイオニア本国からディオス砦に配置された魔術師の1人で、戦後もディオス砦に留まっている。
ポロック
声 - 皆川純子
オロスク山育ちの調剤師。幼少期はヘイドレクが面倒を見ていたといわれ、テラスファルマ迎撃戦ではムーイーとともに後方支援にあたった。

#### マ行
マザリカ・ザフィール
声 - 吉田聖子
蒼閃流の剣士。名門ザフィール家の当主で、マクシモスの子孫、マキアの祖先にあたる。100年前のテラスファルマ迎撃ではディオス砦で参戦した。
ムーイー
声 - 金田朋子
フェザートライブの薬使い。100年前の迎撃戦では湖の砦で参戦した。戦後荒らされた薬草の自生地の再生を行った。
ムドガラ
声 - 茂木たかまさ
ユガ人の血を引く忍者。100年前の迎撃戦に参戦後、ユガ人の役割は終わったと悟って廃業し農業を始めた。
メズワル
ホドス村の薬使い。100年前の迎撃戦ではディオス砦で参戦し、迎撃戦後は旅に出た。
メフィティス
声 - 安田奈緒子
毒矢を得意とする弓矢職人。毒の研究の結果として喉をやられ、喋ることができなくなっている。後進の職人が同じ轍を踏まないようにと、安全な毒矢の技術を研究している。

#### ヤ行
ヤグアス・リウイス
声 - 坂巻学
アイオニア軍に属する弓使いで、リウイス家の出身。100年前の迎撃戦では各地を転戦した。
ヨフール
声 - 宮原弘和
オロスク村の刀鍛冶職人。100年前の迎撃戦では湖の砦で参戦し、武器は全て彼が鍛えたという。ノデリの何代か前の師匠にあたるらしい。

#### ラ行
ラティエ・ロクス
声 - 小清水亜美
ドラマCDで登場した、ゲーム本編では未登場であるアイオニアの連絡事務官。シュラートに協定の交渉のため訪れた所トルワドと出会い、以後湖の砦でトルワド一味と協力しながら情報収集及びアイオニア本国との連絡の任に当たるようになる。
ルージン
声 - 佐々木愛
クタン人の血を引く指輪職人。面倒見が良い性格で、残り少なくなったクタン人職人集団のまとめ役となっている。
ロルフ・フラグ
声 - 遊佐浩二
トルワドの親友で魔術師。シュラートの出身で、皇都タクシスで魔術を学んだ。100年前の迎撃戦では湖の砦で参戦し、参謀的な役割を務めた。

#### ワ行
ワーン
声 - 松本忍
フェザートライブの呪術師。初めて呪術を学んだフェザートライブである。イーリンは妻。
ワフディ
声 - 細谷カズヨシ
ホドス村の弓矢職人。モーディの先祖でもある。

### 200年前
テラスファルマ迎撃戦はアイオニア聖皇国を中心に行われ、南西部はアストリッドが率いるゼフテロス砦が中心となった。アイオニア建国後初めての迎撃戦となったため準備は万端に整えられたが、簡単に迎撃できたことで民衆の危機感は軽減されてしまい、アイオニアからの独立を促したとの見方がある。

#### ア行
アストリッド
声 - 井上喜久子
アイオニア聖皇国の皇妃で魔術師。自ら第2枝団長として最前線でテラスファルマと戦った。一時的に結界を弱め、外の世界を覗くことができる術を使える。
アモリー
声 - 浅沼晋太郎
皇都タクシスの薬使い。迎撃戦直前にナヴァレ駐留部隊に赴任してきた専属医師。ミリエルとはその時に出会い、戦後結婚している。
ウフレッド
声 - 茂木たかまさ
ホドス村の拳法家。アイオニアからの独立を望んでいる。
エンヘバト
スケイルホードの刀鍛冶職人。ペルジドは姉。槍を鍛える確かな技術を持つ。
オド
声 - 神島正和
調剤師。キアロの父。

#### カ行
キアロ
声 - 島﨑信長
薬使い。オドの息子。
クレイオン
声 - 宮原弘和
音楽家。放浪していたときに自責の念に沈んだラクイラと出会った。
ケティル
マルティリオンの鎧細工職人。多くの弟子を抱えた重鎮であった。スニル、エフィル、リスティルは子孫にあたる。

#### サ行
サウ・ジン
声 - 小田柿悠太
クタン人の鎧細工職人。ゼフテロス砦の職人衆の頭領的な位置づけである。
サティヤカ
声 - 稲田徹
男性の忍者。フリディカと共にアストリッドに使えている。
シウ・ジン
声 - 原島梢
クタン人の調剤師。アイオニア聖皇国軍第2枝団所属で、「癒しと慈愛の女神」と呼ばれる。
シルディス
声 - 安田奈緒子
剣士。200年前の迎撃戦ではゼフテロス砦で参戦した。主人公やトルワドの祖先にあたるが、この時代にまだ蒼閃流は存在しないため剣術は別流派。後にマクシモスと協力して蒼閃流完成を助けることとなる。
スウ・ジン
声 - 神田みか
クタン人の刀鍛冶職人。研究熱心な努力家であるが、周囲にはその姿勢を見せない。
セウ・ジン
声 - 木島隆一
クタン人の弓矢職人。200年前の迎撃戦ではゼフテロス砦で参戦した。仲間内では凄腕で通っているが、作った矢がテラスファルマには通じない不良品として扱われ、厭世的になっている。
ソウ・ジン
声 - 小野大輔
クタン人の指輪職人。大きな体躯に似合わない細かな細工が得意。物静かな性格で、仕事に熱中しているか眠っているかのどちらかだという。

#### タ行
タラシオ・ルシオ
伝説的に語られる料理人。テラスファルマ迎撃後に皇都タラスクで料理店を開き、引退後にレシピ本を出版した。
ディーリーリ
声 - 吉田聖子
フェザートライブの音楽家。族長の長女であり、一族からは「姫」と呼ばれる。
ドミティア
声 - 斉藤佑圭
アイオニアの役人で、呪石職人。後世に呪術・呪石の技術を残すべく、ナリシュヤとともに研究している。

#### ナ行
ナリシュヤ
声 - 宮崎寛務
ユガ人の呪術師。後世に呪術と呪石の技術を残そうと尽力しており、聖皇国への技術提供も積極的。そのためユユドラヤといった否定的な一派とは対立している。
ニクンバ
声 - 松本忍
呪石職人。ユガ人。迎撃戦ではユユドラヤのために呪石を作っていたとされる。戦後はユユドラヤ・ナリシュヤのどちらの陣営にも組せず、レーテとともに隠遁生活を送っている。
ヌーマ
声 - 山崎健太郎
リウイス家に仕える料理人。当主モズロマスの執事であるが、自らのミスで失った弓を探している。
ネイサ
フェアピークの指輪職人。迎撃戦もフェアピークから後方支援を行い、戦後は後世により優れた技術を残すために各地を旅していた。
ノルバノス・ノビリオス
声 - 菊本平
アイオニアの魔術学者で、魔石職人。叡智の館の関係者でもある。

#### ハ行
フリディカ
声 - 斉藤佑圭
女性の忍者。ユガ人。聖皇国にではなく、アストリッドに仕えでいる。
ペルジド
声 - 吉田聖子
スケイルホードの槍使い。テラスファルマの襲来が終わったかどうかを確かめるため、パトロールを繰り返している。エンヘバドは弟。
ホルテンシウス
声 - 細谷カズヨシ
皇都タクシスの料理人。高級店の有名料理人で、一般市民は手が出ないほどであるという。迎撃戦で料理人として従軍したが、テラスファルマの死体を見たことで肉を料理できなくなってしまう。

#### マ行
マクシモス・ザフィール
声 - 浅沼晋太郎
アイオニア聖皇国光葉騎士団の前団長で剣士。聖皇の命を受けてアストリッドの警護を務めており、テラスファルマ迎撃戦でもゼフテロス砦で参戦した。蒼閃流剣術の創始者。
ミリエル
声 - 佐々木愛
ナヴァレの料理人。迎撃戦当時にナヴァレ駐留部隊に給仕しており、アモリーと出会って戦後結婚している。
モズロマス・リウイス
リウイス家当主で弓使い。

#### ヤ行
ヤンダック
声 - 宮坂俊蔵
スケイルホードの料理人。迎撃戦はゼフテロス砦で戦士として戦ったが、食事が口に合わずに自らスケイルホード向けに料理を作っていた。そのまま戦後は料理人に転身した。
ユーグ
声 - 佐々木啓夫
アイオニア聖皇国軍第2枝団所属の槍使い。アストリッドの配下で、ともにゼフテロス砦で戦った。ウォーグは子孫にあたる。
ユユドラヤ
声 - 中嶋佳葉
呪術師。ユガ人。迎撃戦では協力したものの、聖皇国を基本的に信用していない。
ヨウィン
弓矢職人。

#### ラ行
ラクイラ
声 - 牛田裕子
魔石職人。リファイアントの命を縮めると知りながら魔石を作り続けたことを後悔している。
ラドニーン
声 - 山崎健太郎
スケイルホードの拳法家。アストリッドの護衛を務める。この時代のスケイルホードの中では数少ない重職にあるため、取り立てたアストリッドに恩義を感じてゼフテロス砦で参戦している。
レーテ
声 - 金元寿子
魔術師。迎撃戦に参戦したリファイアントの数少ない生き残り。余命幾ばくもないことを覚悟しており、ペリエの森で穏やかに過ごしている。
ロドリク
声 - 藤原啓治
元アイオニアの弓兵小隊長。ゼフテロス砦での戦いの最中、セウ・ジンの作った矢が不良品だと上官に進言したが、戦後に技術が足りなかっただけではないかと思い至り、退役してシダスの森で模造した矢で実験を繰り返している。